# Nancy Mackay
Nancy Mackay, z domu Murrall (ur. 16 maja 1922 w Toronto, zm. 4 stycznia 2024 w Whitby) – kanadyjska lekkoatletka specjalizująca się w krótkich biegach sprinterskich, uczestniczka letnich igrzysk olimpijskich w Londynie (1948), brązowa medalistka olimpijska w biegu sztafetowym 4 × 100 metrów.

## Sukcesy sportowe
| Rok  | Miasto | Zawody               | Konkurencja        | Wynik         |
| ---- | ------ | -------------------- | ------------------ | ------------- |
| 1948 | Londyn | Igrzyska olimpijskie | sztafeta 4 × 100 m | brązowy medal |

## Rekordy życiowe
- bieg na 100 metrów – 12,6 (1948)